# Silent Madness
Silent Madness (Locura sangrienta en España) es una película slasher de 1984. La película está dirigida por Simon Nuchtern e interpretada por Belinda Montgomery, Viveca Lindfords, Sydney Lassick, David Greenan, entre otros. Fue estrenada el 15 de septiembre de 1984 y lanzada en VHS el 8 de marzo de 1985.

## Sinopsis
Un fallo en el registro de un manicomio hace que un perturbado mental llamado Howard Johns se escape. Este loco ya había matado anteriormente a su esposa y volverá a asesinar en breve. Esta vez sus víctimas serán unos adolescentes que pasan las vacaciones en el campo. Mientras tanto, la doctora Gilmore -la doctora que trataba a Johns - desea encontrarlo, cosa a la que los demás internos y el personal de la institución se oponen.

## Recaudación
La película recaudó 155.000.000. de dólares en Estados Unidos, 44.500.000 dólares en Europa, Asia y África y 23.000.000 dólares en Oceanía.

## Crítica
La película tuvo malas críticas en general. Oficial Cinema Magazine le dio una puntuación de 3 sobre 10. Hoy en día, en sitios web como abandomoviez, se está calificando bien la película y en la Universal ya hablan de una posible edición en DVD[cita requerida].
- Datos: Q9077312